# サイクリン
サイクリン (Cyclin) は、真核生物の細胞において細胞周期を移行させるためのエンジンとして働く蛋白質のひとつ。1989年にイギリスの医学者ティモシー・ハントが、間期において急に発現の落ちる蛋白質として発見した。現在までに哺乳類では20種類以上のサイクリンが見つかっている。

## サイクリンと細胞周期
細胞はG1→S→G2→M期からなる細胞周期を回転させることにより増殖をする。細胞周期の回転においてエンジンの役割を果たすのがサイクリン及びサイクリン依存性キナーゼ (Cyclin Dependent Kinase; CDK) と呼ばれる蛋白質であり、これらは複合体を形成して働く。サイクリンはCDKの活性発現に必要であり、調節サブユニットと呼ばれる。細胞内には複数の種類のサイクリン及びCDKが存在し、細胞周期の回転にはサイクリンA,B,D,Eが関与している。その他のサイクリンは転写制御などの役割を果たしていると考えられている。
各細胞周期の回転において細胞はサイクリン及びCDKの組み合わせを変えて使い分けている。例えばサイクリンE/CDK2はG1/S期に働くが、G1期になるとサイクリンEの発現量が増加して細胞周期の進行に関与するが、S期になるとユビキチン-プロテアソーム系により分解されてしまう。その後の細胞周期の進行は他のサイクリン-CDK複合体が担うので問題はない。また、細胞周期に依存して発現量が変化するのはサイクリンの方だけで、CDKの発現量は変化しない。

### サイクリンB
サイクリンBは、細胞周期においてG2期からM期に移行するために必要であるが、M期からG1期にうつるときには阻害的に働く。サイクリンBはcdc2キナーゼと結合してM期の開始を制御し、M期からG1期に移行するためにはユビキチンシステムによるサイクリンBの分解が不可欠になる.